# Flight of the Cosmic Hippo
Flight of the Cosmic Hippo è il secondo album della band Béla Fleck and the Flecktones ed è stato pubblicato nel 1991 ed ha raggiunto il 1º posto nella "Billboard Top Contemporary Jazz Album chart. Lo spunto per titolo dell'album è arrivato da un membro del pubblico che ha suggerito "Flight of the Codeine Hippo" per il titolo di una canzone. La band ha sostituito "codeine" con "cosmic" per evitare l'associazione con la droga.

## Tracce
1. "Blu-Bop" (Béla Fleck, Howard Levy, Victor Wooten, Roy Wooten) – 4:22
2. "Flying Saucer Dudes" (Fleck) – 4:51
3. "Turtle Rock" (Fleck) – 4:12
4. "Flight of the Cosmic Hippo" (Fleck) – 4:29
5. "The Star Spangled Banner" (Francis Scott Key, arr. Fleck, R. Wooten, Levy, V. Wooten) – 2:35
6. "Star of the County Down" (P.D., arr. Fleck, R. Wooten, Levy, V. Wooten) – 4:21
7. "Jekyll and Hyde (and Ted and Alice)" (Fleck) – 7:04
8. "Michelle" (John Lennon, Paul McCartney) – 5:10
9. "Hole in the Wall" (Fleck) – 4:40
10. "Flight of the Cosmic Hippo (Reprise)" (Fleck) – 2:14

## Musicisti
- Béla Fleck – banjo, banjo elettrico
- Howard Levy – armonica diatonica, pianoforte, sintetizzatori, arpa, ocarina, organo Hammond
- "Future Man" – SynthAxe, Drumitar
- Victor Wooten – basso elettrico